# 3C 273
3С 273 — квазар у сузір'ї Діви, відкритий 1963 року. Це перший космічний об'єкт, який було ідентифіковано як квазар та найяскравіший квазар на зоряному небі Землі, має зоряну величину 12,9m.
Інтенсивно досліджується протягом багатьох років, починаючи з відкриття квазарів. Належить до підкласу квазарів, званих блазарами.
Один з найближчих квазарів із червоним зсувом 0,158. Розташований на відстані приблизно 749 мегапарсек (2,4 млрд св.р.) від Землі. Він також є одним з найпотужніших квазарів серед усіх відомих. Його абсолютна зоряна величина становить −26,7m. Це означає, що якби він перебував на такій же відстані від Землі, як Поллукс (~ 10 парсек), то був би майже таким же яскравим на небі, як і Сонце. Оскільки абсолютна величина Сонця 4,83, це означає, що квазар 3С 273 більш ніж у 4 трильйони разів потужніший за Сонце. За приблизними підрахунками його маса має бути 886 ± 187 млн.M☉

## Галерея

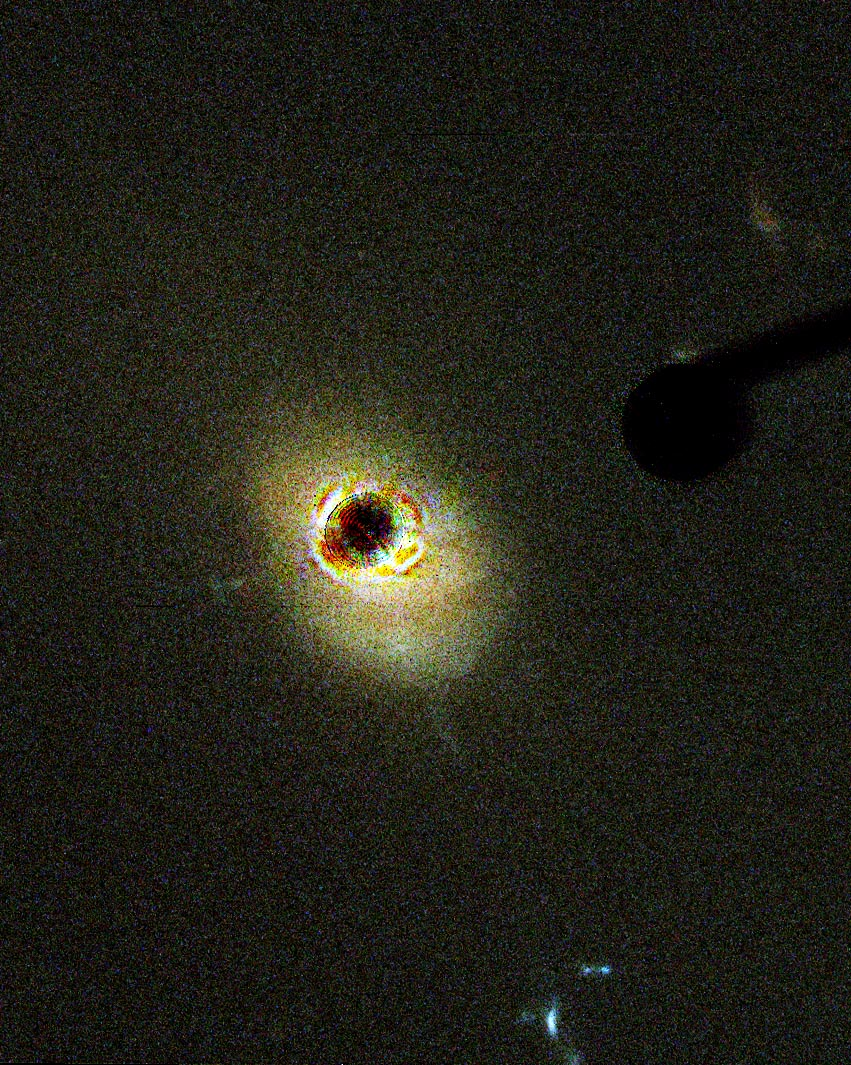
Зображення зроблене телескопом Габбла